# Фалькенборх, Гиллис ван
Гиллис ван Фалькенборх, Эгидиус (Эгидий) ван Фалькенборх (нидерл. Gillis van Valckenborch, Egidius van Valckenborch; 1570, Антверпен — 1622, Франкфурт-на-Майне) — фламандский живописец и рисовальщик, пейзажист эпохи Северного Возрождения. Представитель большой художественной семьи. Большую часть своей жизни провёл в Германии.

## Биография
Гиллис ван Валькенборх родился в известной семье нидерландских художников. Его отец — Мартен ван Валькенборх Первый (1535—1612) был братом самого известного представителя семьи Лукаса ван Фалькенборха (1535—1597). Семья стала знаменита в Нидерландах благодаря пейзажной живописи.
Родом из Лёвенa (провинция Фламандский Брабант), Мартен ван Фалькенборх переехал в 1560-х годах в Антверпен. Будучи кальвинистами, члены семьи, как и многие другие протестанты, они бежали из оккупированных испанцами испанских Нидерландов.
Гиллис ван Валькенборх начал обучаться рисунку и живописи в Антверпене, возможно, у своего брата Фредерика. Считается, что Гиллис и его брат Фредерик путешествовали по Италии в 1590—1592 годах, хотя документальных свидетельств этой поездки, кроме рисунка Гиллиса с изображением итальянского пейзажа, не существует.
4 октября 1596 или 1597 года Гиллис ван Валькенборх женился на Барбаре ван Хильден из Франкфурта. У супругов было много детей, из которых их сын Гиллис Младший стал художником. Гиллис Старший был получил гражданство Франкфурта-на-Майне 24 февраля 1597 года. Как и его брат Фредерик, он должен был пройти теологический тест, прежде чем его признали бюргером. Он продолжал активную деятельность в своем приёмном городе до конца жизни.

## Творчество
Гиллис ван Валькенборх оставил только семь подписанных и датированных картин. Одна из них — «Поражение Санхериба» в Музее герцога Антона Ульриха в Брауншвейге. Около сорока произведений приписаны художнику на основе сравнительного стилевого анализа. Отличительными чертами живописи Гиллиса ван Фалькенборха являются элементы позднего интернационального маньеризма.
Гиллис ван Валькенборх писал картины на библейские и мифологические сюжеты с изображениями знаменитых героев греческой и римской истории, обычно на пейзажном фоне. Многие крупномасштабные композиции Гиллиса ван Валькенборха наполнены множеством фигур. Характерной особенностью его живописи является колорит, для которого он использовал преимущественно розовые и голубые тона. Он часто возвращался к теме Празднества богов. Самое известное изображение на эту тему хранится в коллекции графа Шёнборна-Визентайта в замке Поммерсфельден.

## Галерея

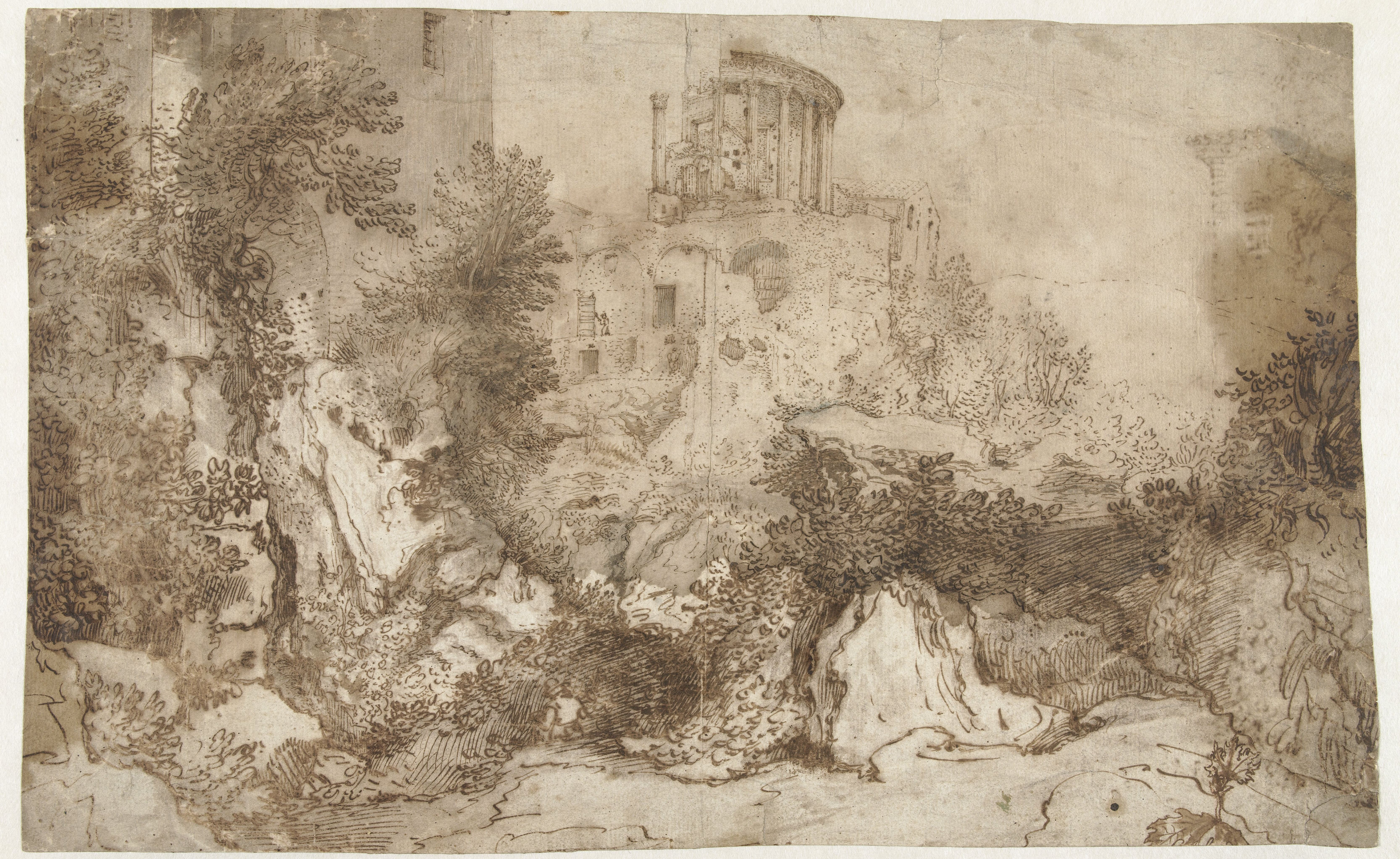
Храм сивиллы в Тиволи. Между 1580 и 1622. Бумага, тушь, перо, кисть. Рейксмюсеум, Амстердам
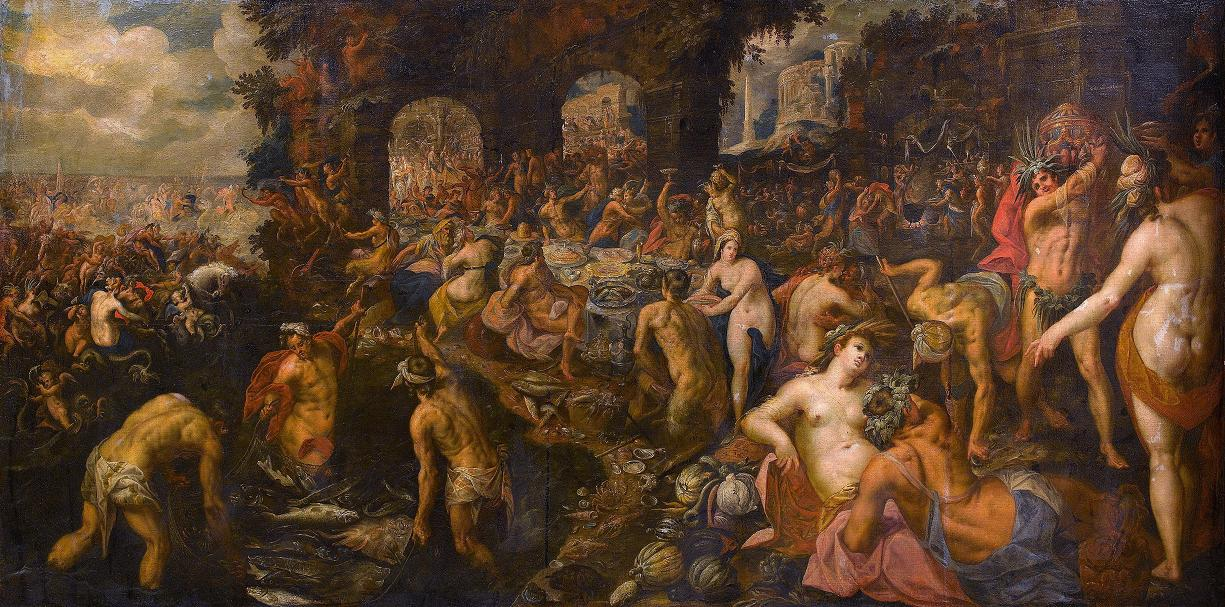
Празднество богов. 1597. Холст, масло. Поммерсфельден, Бавария
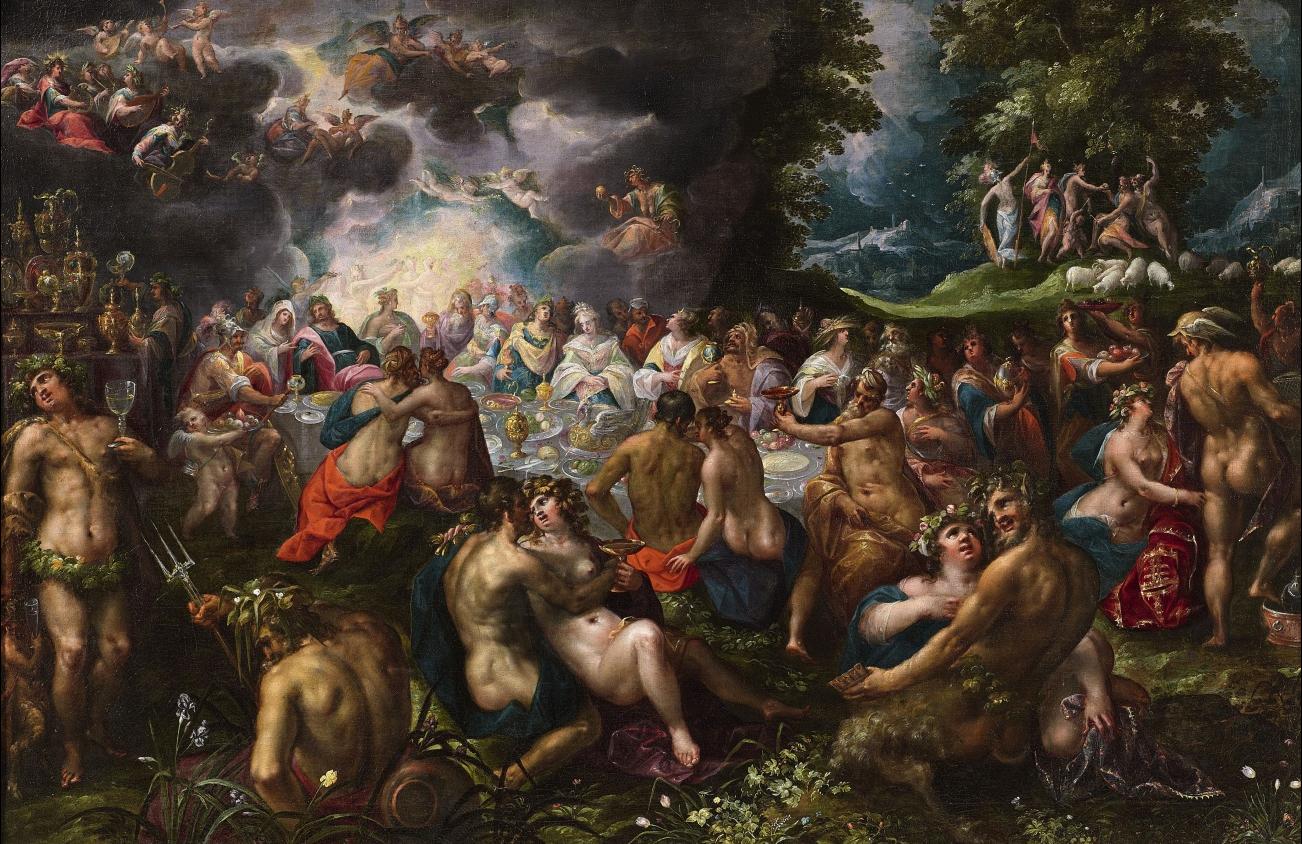
Свадьба Пелея и Фетиды. Между 1590 и 1622. Холст, масло. Частное собрание
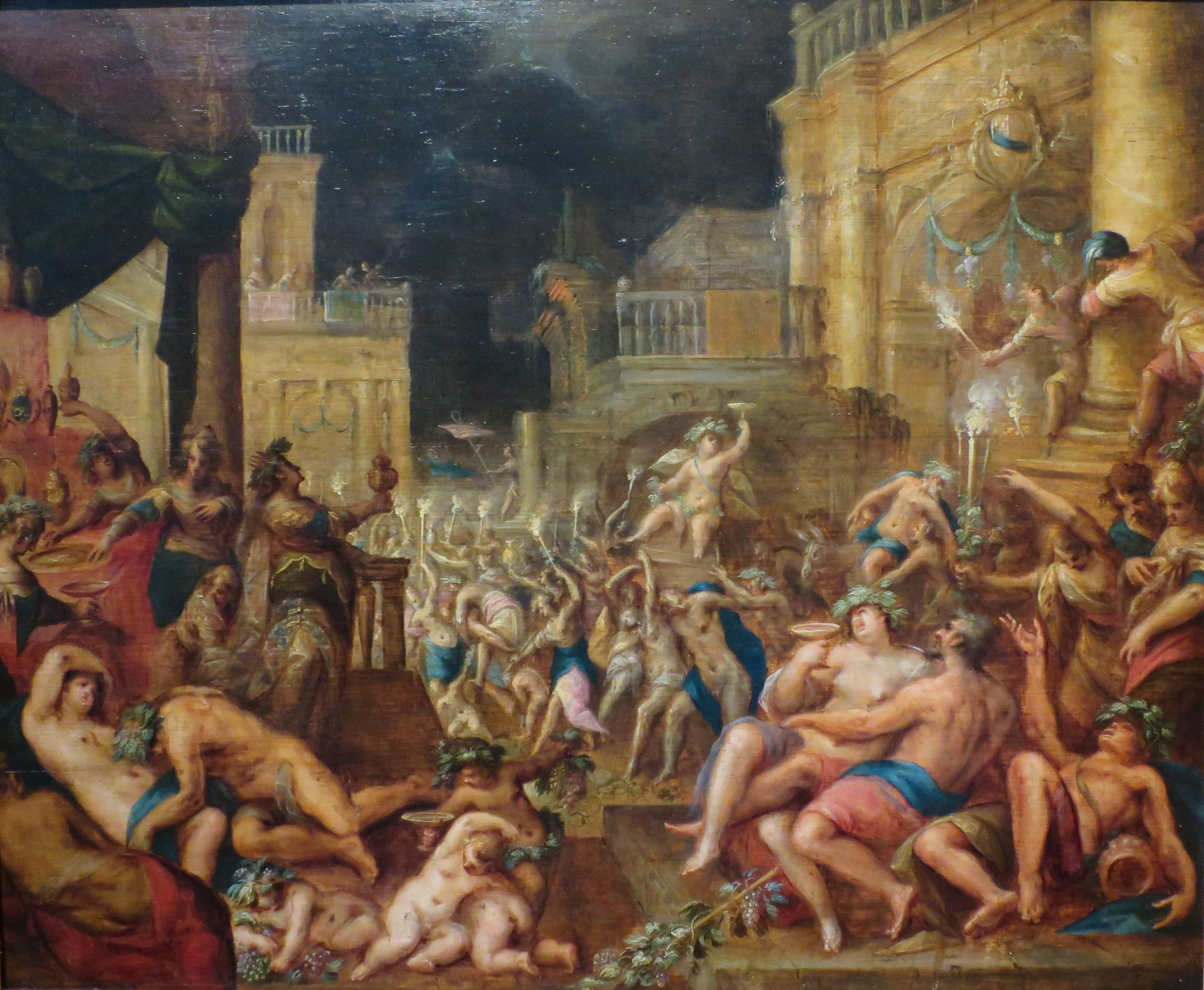
Пир Мидаса в честь Вакха и Силена. 1598. Холст, масло. Государственный музей изобразительных искусств имени А. С. Пушкина, Москва
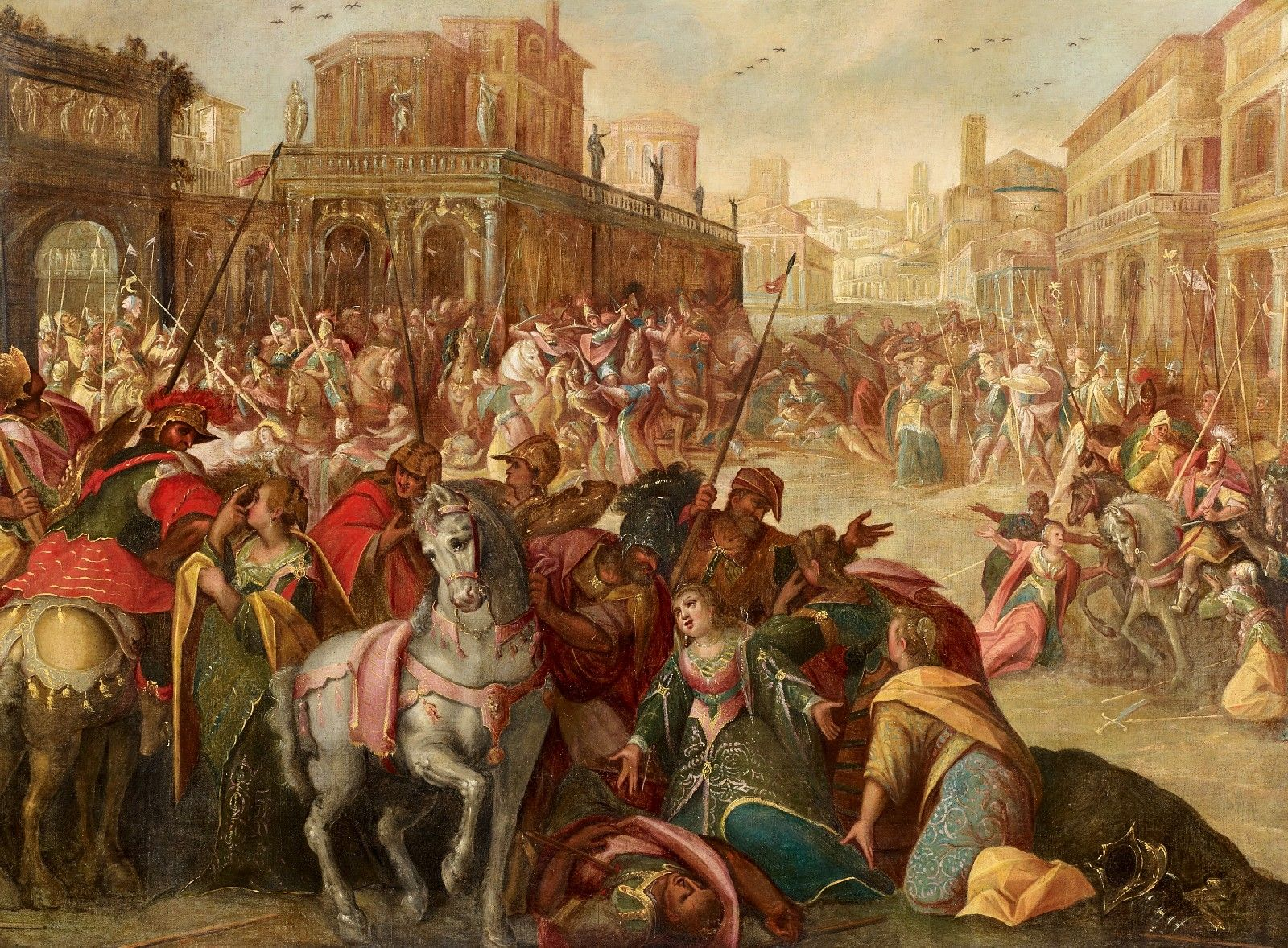
Примирение римлян с сабинами. Холст, масло. Частное собрание
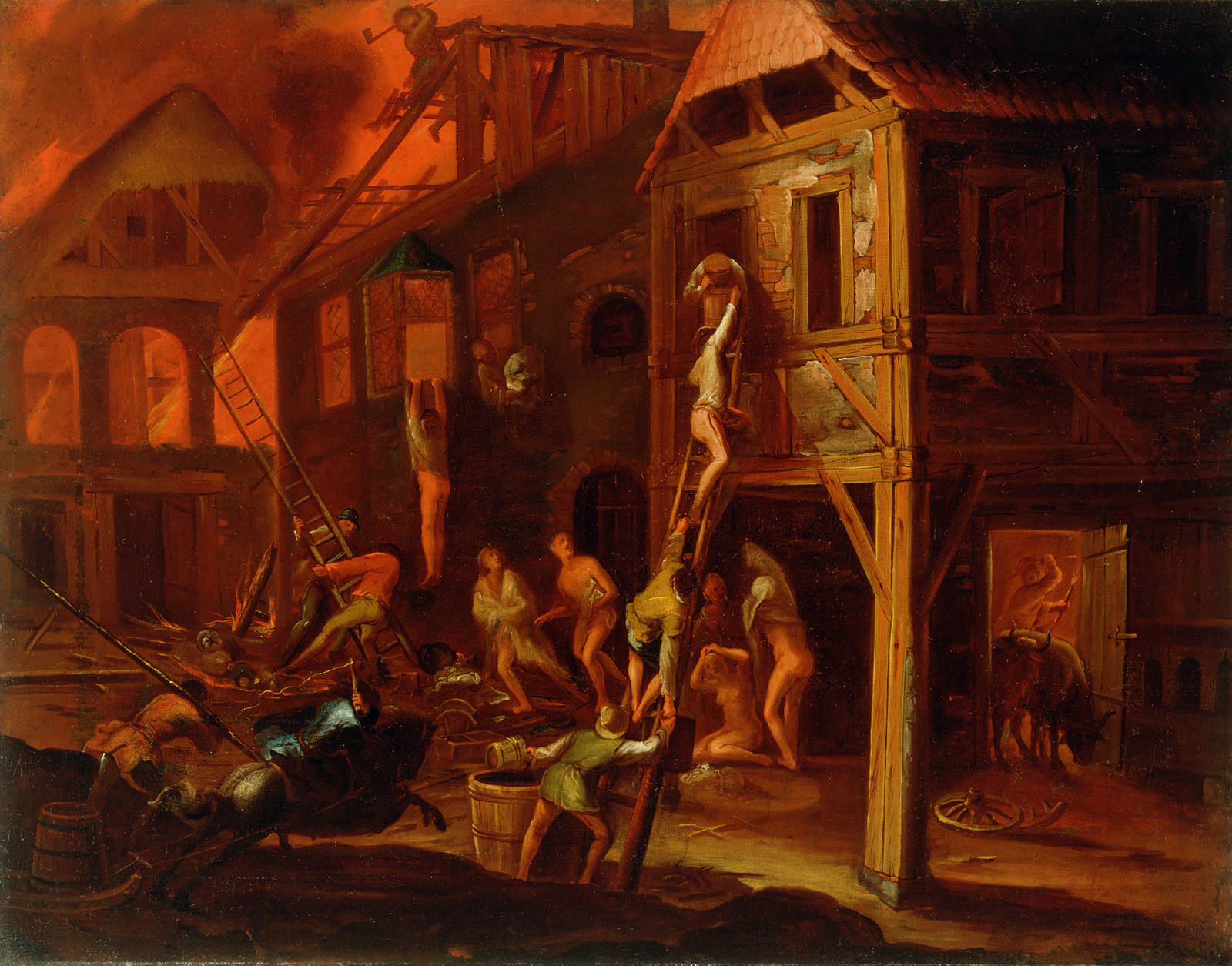
Пожар в деревне. Холст, масло. Национальная галерея Словении, Любляна
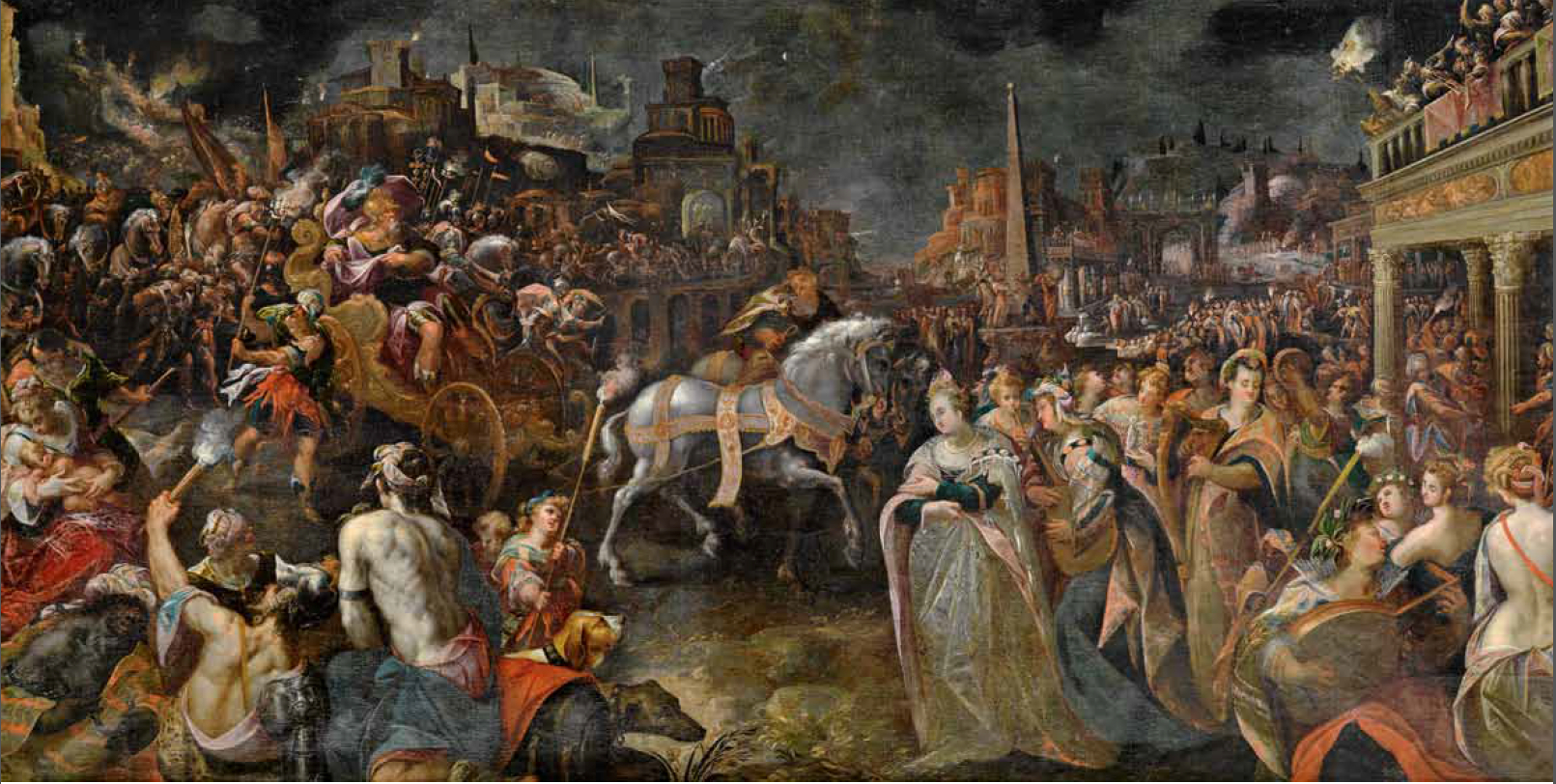
Возвращение Иеффая, его дочь приветствует отца дома под звуки бубнов и танцами.  Между 1590 и 1622. Холст, масло. Частное собрание
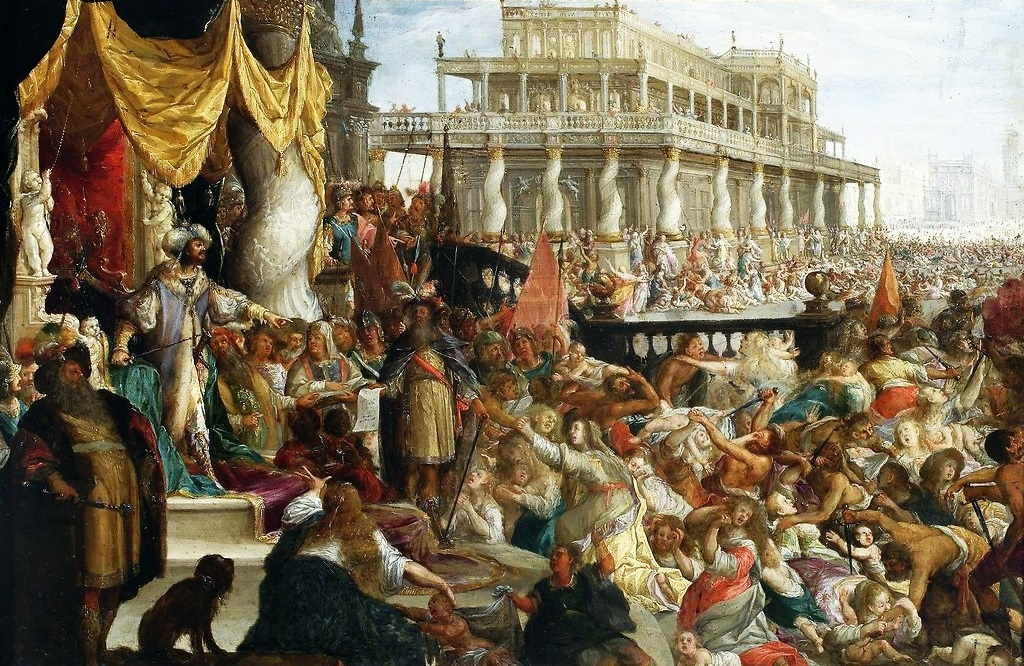
Избиение младенцев. Между 1590 и 1595. Медь, масло. Национальный музей, Варшава